# University Heights (Bronx)

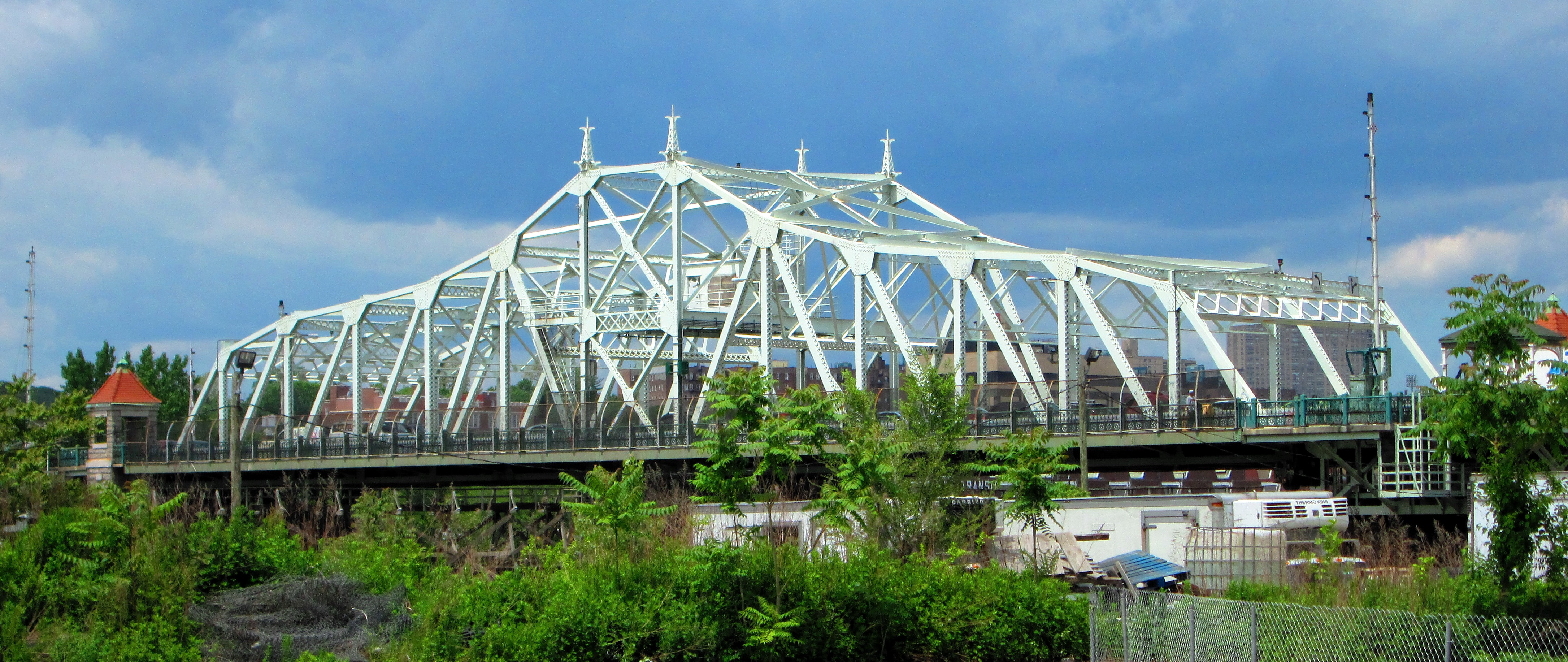
Die University Heights Bridge quert den Harlem River und verbindet die West 207th Street im Stadtteil Inwood in Manhattan mit der West Fordham Road im Stadtteil University Heights in der Bronx.

University Heights ist ein Stadtviertel im Westen des Stadtbezirks The Bronx, New York City, der besonders für seine akademische Geschichte bekannt ist. Der Name leitet sich von mehreren bedeutenden Hochschulen ab, die das Viertel prägten, insbesondere dem ehemaligen Bronx-Campus der New York University (NYU), der 1894 gegründet wurde.

## Geschichte
Die Entwicklung von University Heights begann Ende des 19. Jahrhunderts, als die NYU ihren Campus auf einem der höchsten Punkte der Bronx errichtete. Der damalige Kanzler Henry Mitchell MacCracken setzte sich dafür ein, das umliegende Gebiet „University Heights“ zu nennen – ein Name, der sich bis heute gehalten hat. Die Präsenz der Universität führte zum Bau zahlreicher akademischer Gebäude und Wohnheime und zog Studierende, Lehrkräfte und Wissenschaftler aus aller Welt an.
Mit der Eröffnung der IRT Jerome Avenue Line der New Yorker U-Bahn im Jahr 1917 wandelte sich University Heights von einem ländlichen Gebiet mit Villen wohlhabender Familien zu einem urbanen Viertel mit überwiegend mehrstöckigen Apartmenthäusern für die Mittelschicht.
1973 verkaufte die NYU ihren Campus an die City University of New York, die dort das Bronx Community College einrichtete. Dennoch blieb der Name University Heights erhalten und das Viertel bewahrte seinen studentischen Charakter.

## Sehenswürdigkeiten und Institutionen
Zu den bekanntesten Bauwerken zählt die Hall of Fame for Great Americans, eine 630 Fuß lange Kolonnade mit Büsten bedeutender Persönlichkeiten, die von renommierten Bildhauern gestaltet wurden. Das Bronx Community College ist für seine beeindruckende Architektur bekannt, die von klassizistischen bis zu modernen Stilen reicht.
Das Viertel beherbergt zudem zahlreiche Parks, Schulen und Kirchen wie die St. Nicholas of Tolentine Church (gegründet 1906). In der Nähe befinden sich Attraktionen wie der Bronx Zoo und der New York Botanical Garden.

## Gegenwart
2025 ist University Heights eine lebendige, multikulturelle Nachbarschaft mit starker akademischer Prägung und vielfältigen Freizeit- und Kulturangeboten. Die Mischung aus historischer Architektur, Bildungseinrichtungen und grünen Oasen macht das Viertel zu einem interessanten Teil der Bronx.